# Jadwiga Walczyna

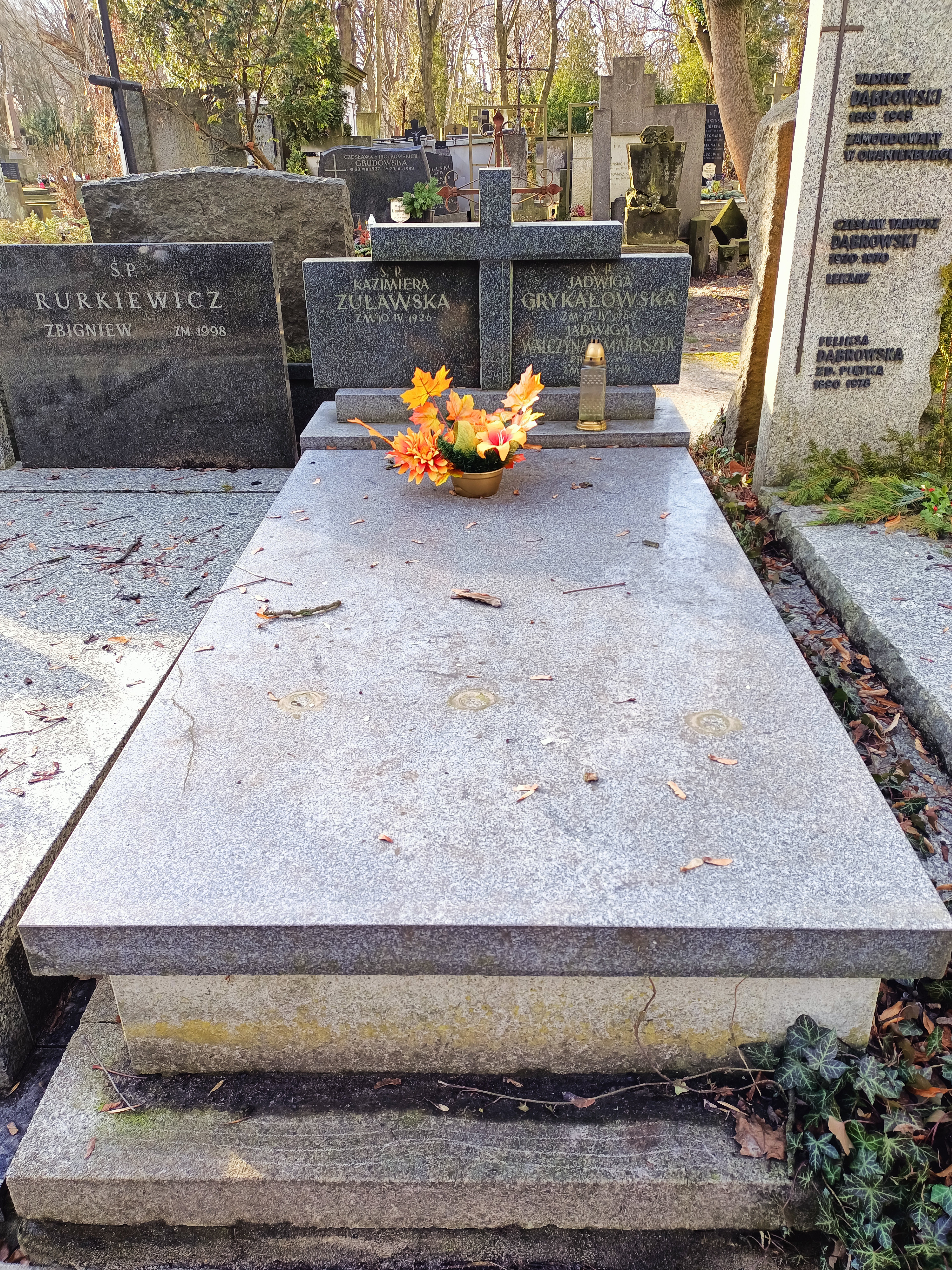
Grób Jadwigi Walczyny-Maraszek na Cmentarzu Powązkowskim

Jadwiga Walczyna-Maraszek (ur. 27 sierpnia 1916 w Warszawie, zm. 4 kwietnia 1991 tamże) – polska pedagożka, specjalistka nauczania i wychowania wczesnoszkolnego.

## Życiorys
W 1935 ukończyła Seminarium Nauczycielskie w Lublinie; rozpoczęła następnie wyższe studia pedagogiczne na Katolickim Uniwersytecie Lubelskim, które ukończyła ostatecznie po przerwie wojennej na Uniwersytecie Warszawskim w 1950. W latach 1951–1957 pracowała w Centralnym Ośrodku Doskonalenia Kadr Oświatowych w Warszawie. W 1961 na Uniwersytecie Warszawskim obroniła rozprawę doktorską Problem kształcenia, myślenia i działania pedagogicznego w procesie przygotowania młodzieży do zawodu nauczycielskiego, przygotowaną pod kierunkiem Bogdana Suchodolskiego. Również na Uniwersytecie Warszawskim uzyskała w 1968 habilitację (po przedstawieniu pracy Integracja nauczania początkowego).
W latach 1968–1972 była dziekanem Wydziału Nauczania Początkowego Wyższego Studium Nauczycielskiego przy Uniwersytecie Warszawskim, potem kierowała katedrą w Instytucie Pedagogiki Uniwersytetu, a od 1975 była dyrektorką Instytutu Pedagogiki. Obowiązki te wykonywała na stanowisku kolejno docenta i profesora.
W pracy naukowej zajmowała się teorią i modelem kształcenia akademickiego nauczycieli wychowania przedszkolnego i nauczania początkowego, także teorią zintegrowanego nauczania początkowego. Była autorką pozycji książkowych, m.in. Myślenie i działanie pedagogiczne – z badań nad procesem przygotowania młodzieży do zawodu nauczycielskiego (1966), Integracja nauczania początkowego (1968), Kształtowanie postaw społeczno-moralnych dzieci w wieku przedszkolnym (1978) ta ostatnia była podstawą nadania tytułu profesora.